# Novembre 1945

## Événements
- Indonésie : devant la réticence de l’opinion britannique et les pressions internationales (monde musulman, Australie, États-Unis), les Hollandais doivent se résoudre à négocier.
- Les Otages, série de toiles peintes de Jean Fautrier pendant l’Occupation, est exposée à Paris.

- 2 novembre : 
  - France : loi constitutionnelle;
  - France : entrée en vigueur de l'ordonnance de 1945 sur l'entrée et le séjour des étrangers.

- 4 novembre (Hongrie) : le Parti des petits propriétaires, dirigé par Zoltán Tildy, remporte les élections législatives au détriment du parti communiste avec 57 % des mandats. La république est proclamée en janvier 1946 et Tildy élu président. Un gouvernement de coalition est formé, avec une participation disproportionnée des communistes.

- 6 novembre : le lieutenant Jack C. West effectue le premier appontage d'un avion à réaction, un Ryan FR Fireball, sur un porte-avions.

- 7 novembre :
  - le Mexique devient officiellement membre de l’ONU[1].
  - Pilotant un Gloster Meteor F.4, le capitaine Wilson  établit le premier record du monde de vitesse de l'après guerre en atteignant 975 km/h.

- 9 novembre - 21 décembre : conférence de Paris sur les réparations imposées à l'Allemagne.
- 11 novembre : élection d’une Assemblée constituante en Yougoslavie. Les modérés, officiellement empêchés de présenter des candidats, boycottent les élections. Les candidats du Front populaire, contrôlé par les communistes, obtiennent 80 % des voix.

- 13 novembre, France : de Gaulle est réélu  à l’unanimité président du GPRF. Il entre en conflit avec les communistes à qui il refuse un ministère clef (Intérieur, Guerre ou Affaires étrangères).

- 14 novembre : Sutan Sjahrir devient chef du gouvernement de la république d’Indonésie.

- 15 novembre : ouverture du procès de Dachau avec 40 inculpés (verdict le 13 décembre 1945).

- 16 novembre : création de l'Organisation des Nations unies pour l'éducation, la science et la culture (UNESCO).

- 18 novembre : le « Front patriotique » bulgare (communiste) obtient 75 % des voix aux élections générales.

- 20 novembre : ouverture du procès de Nuremberg de 24 chefs nazis (verdict le 1er octobre 1946).

- 21 novembre :
  - France : de Gaulle président du Conseil. Ministère tripartite MRP, SFIO, PC.
  - Déclaration du procureur américain au procès de Nuremberg[2].

- 24 novembre : 
  - Canada : érection du diocèse de Baie-Comeau au Québec.
  - Norvège : le chef du gouvernement collaborateur Vidkun Quisling, condamné à mort pour haute trahison, est exécuté.

- 25 novembre : victoire des populistes devant les socialistes aux élections législatives en Autriche.

- 29 novembre : l’assemblée proclame la République fédérale populaire de Yougoslavie.

## Naissances
- 3 novembre : 
  - Nilda Garré, femme politique d'Argentine, ministre de la Défense.
  - Peder Pedersen, coureur cycliste sur piste danois († 9 janvier 2015).
  - Gerd Müller, footballeur allemand († 15 août 2021).
- 8 novembre : Alice Notley, poète, dramaturge et critique d'art américaine († 19 mai 2025).
- 11 novembre : 
  - Norman Doyle, politicien canadien.
  - Daniel Ortega, homme politique Nicaraguayen, Président du Nicaragua depuis 2007.
- 12 novembre : Neil Young, chanteur canadien.
- 13 novembre :
  - Larry Andreasen, plongeur américain.
  - Masahiro Hasemi (長谷見 昌弘), pilote automobile japonais.
  - Karsten Huck, cavalier allemand.
  - Dan Iuga, tireur sportif américano-roumain.
  - Zsuzsa Kovács, nageuse hongroise.
  - Knut Riisnæs (en), saxophoniste et compositeur norvégien.
- 14 novembre : 
  - George Magan, ancien membre de la Chambre des lords du Royaume-Uni.
  - Tony Penikett, premier ministre du Yukon.
- 15 novembre : 
  - Josip Bukal, footballeur yougoslavie puis bosnien († 30 août 2016).
  - Jean Gauvin, homme politique canadien († 6 juin 2007).
  - Anni-Frid Lyngstad, membre du groupe suédois ABBA.
- 17 novembre : Abdelmadjid Tebboune, homme d'État algérien.
- 19 novembre : 
  - Hervé Claude, journaliste et écrivain français.
  - Bernard Guyot, coureur cycliste français († 1er mars 2021).
- 20 novembre : Nanette Workman, chanteuse et actrice américaine.
- 21 novembre : Goldie Hawn, actrice, productrice et réalisatrice américaine.
- 23 novembre : 
  - Miloš Hrazdíra,  coureur cycliste tchécoslovaque († 25 janvier 1990).
  - Dennis Nilsen, tueur en série anglais († 12 mai 2018).
- 28 novembre : John Mairai, poète, homme de théâtre, acteur, orateur, dramaturge, enseignant et journaliste et homme de télévision polynésien († 22 décembre 2023).
- 29 novembre : 
  - Shirley Théroux, chanteuse et animatrice canadienne.
  - Pedrín Benjumea, matador espagnol († 21 novembre 2000).
- 30 novembre : Roger Glover, bassiste du groupe de rock britannique Deep Purple.

## Décès
- 25 novembre : Georges Charpy, chimiste, métallurgiste français (° 1865).